# توماس متیو کروکس
توماس متیو کروکس (انگلیسی: Thomas Matthew Crooks؛ ۲۰ سپتامبر ۲۰۰۳ – ۱۳ ژوئیه ۲۰۲۴) شهروند آمریکایی بود که در ترور نافرجام دونالد ترامپ، چهل و پنجمین رئیس‌جمهور ایالات متحده و نامزد حزب جمهوری‌خواه برای انتخابات ریاست جمهوری ۲۰۲۴ نقش داشت.
کروکس در ۱۳ ژوئیه ۲۰۲۴ در گردهمایی تبلیغاتی ترامپ در نزدیکی باتلر، پنسیلوانیا با استفاده از یک تفنگ نیمه خودکار ای‌آر-۱۵ متعلق به پدرش چند گلوله از پشت‌بام ساختمانی در فاصلهٔ ۱۲۲ متری با هدف ترور ترامپ شلیک کرد. در اثر این اقدام، گوش راست ترامپ مجروح و یکی از شرکت کنندگان در گردهمایی کشته شد. دو نفر دیگر هم به‌شدت زخمی شدند. توماس متیو کروکس بلافاصله پس از تیراندازی با شلیک تک‌تیرانداز تیم ضد حمله سرویس مخفی آمریکا مستقر در محل کشته شد. تحقیقات در مورد انگیزه وی و مسائل پیرامون این حادثه توسط اداره تحقیقات فدرال (اف‌بی‌آی) در حال انجام است.

## زندگی‌نامه
توماس متیو کروکس در ۲۰ سپتامبر ۲۰۰۳ به دنیا آمد و در بتل پارک، پنسیلوانیا بزرگ شد. کروکس در دبیرستان بتل پارک تحصیل کرد و در سال ۲۰۲۲ فارغ‌التحصیل شد.
در ۱۴ ژوئیه، اف.بی. آی او را به عنوان تیرانداز از پشت در ترور نافرجام دونالد ترامپ (۲۰۲۴) شناسایی کرد. کروکس توسط یک تفنگدار از تیم ضد حمله تیم سرویس مخفی ایالات متحده کشته شد. او هیچ سابقه کیفری شناخته شده‌ای نداشت.

## دیدگاه سیاسی
به گفته یک سیاستمدار محلی که با والدین کروکس دیدار داشت، مادر توماس دموکرات و پدرش لیبرترین بود. او این خانواده را «پاشندهٔ بزرگ پیشینه‌ها و آرمان‌های گوناگون» توصیف کرد.
کروکس در حزب جمهوری‌خواه نام‌نویسی کرده بود و ثبت‌نام رأی‌دهنده او از سپتامبر ۲۰۲۱، ماهی که او ۱۸ ساله شد، فعال بود. یکی از همکلاسی‌های سابق کروکس او را «کمی متمایل به راست» توصیف کرد.
توماس در ۲۰ ژانویه ۲۰۲۱، زمانی که ۱۷ سال داشت، ۱۵ دلار به پروژه مشارکت پیشرو، یک گروه آزاد برای گردآوری کمک‌های مشارکتی رای‌دهندگان وابسته به حزب دموکرات اهدا کرد. پلتفرم اهدایی اکت‌بلو سازمانی است که به بهبود مشارکت در میان رأی دهندگان حزب دموکرات اختصاص دارد.